# Wŏnsan
Wŏnsan (Koreaans: 원산시) is een stad in de provincie Kangwŏn-do in Noord-Korea. De stad heeft een vliegveld, zowel voor militairen als voor burgers. Ook heeft het een haven. Buitenlandse toeristen mogen naar de stad komen, evenals naar het nabijgelegen Songdowon, een bekende badplaats.
Wŏnsan had al een lange traditie van marktplaats. In 1876 werd het Verdrag van Kanghwa getekend met Japan. In de ongelijk verdrag, afgedwongen met kanonneerbootdiplomatie, kregen de Japanners het recht om via drie Koreaanse havens handel te drijven. Wŏnsan was een van deze plaatsen. De haven werd in 1880 voor het verkeer geopend en Japanners en bedrijven vestigden zich in de plaats. Met de komst van de Japanners werd een kamer van koophandel gebouwd, een ziekenhuis en scholen. Hier kwamen ook de de kantoren van Japanse zaibatsu's zoals Mitsubishi en Sumitomo.
In 1910 werd Korea geannexeerd door Japan. Dit leidde tot extra investeringen en in 1914 kwamen er spoorlijnen naar Pyongyang en Seoel. De plaats ontwikkelde zich als belangrijke distributiecentrum en trok veel industrie aan.

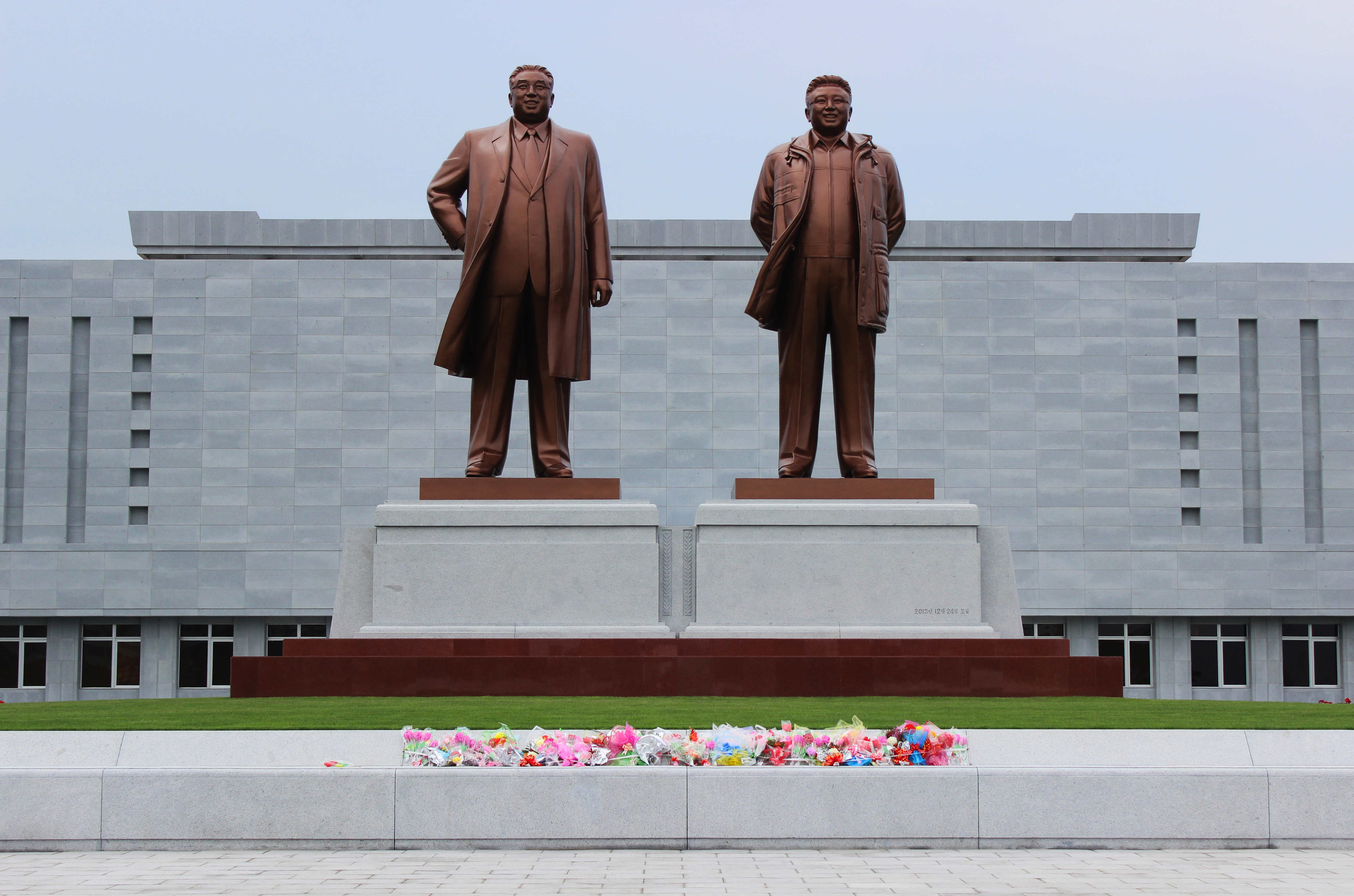
Standbeelden van Kim Il Sung en Kim Jong Il in Wŏnsan

In de Koreaanse oorlog werd er zwaar gevochten in en rond de plaats. Op 10 oktober 1950 begon een succesvolle militaire operatie om de plaats in te nemen. Het was van korte duur en op 9 december 1950 viel de plaats in handen van Chinese soldaten. De plaats werd geïsoleerd door een blokkade met marineschepen en geregeld gebombardeerd door de marine van maart 1951 tot augustus 1953. Na de oorlog was de plaats bijna volledig verwoest.
In 2013 werd aangekondigd dat Wŏnsan zou worden omgebouwd tot een zomerbestemming met resorts en entertainment. Na zijn kinderjaren daar te hebben doorgebracht, heeft Kim Jong-un aanzienlijke interesse getoond in de verdere ontwikkeling van de regio.

## Fotogalerij

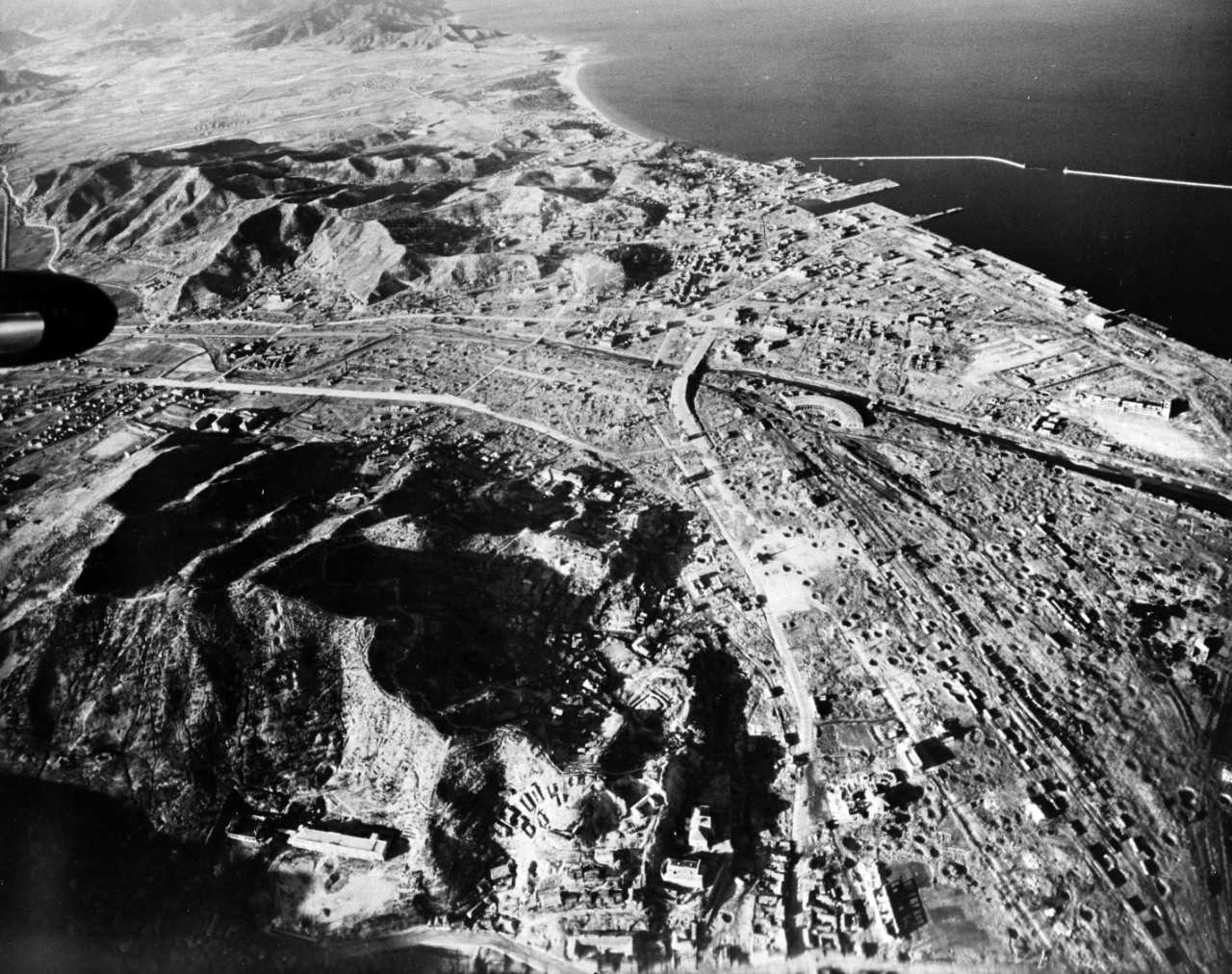
Wŏnsan in februari 1952
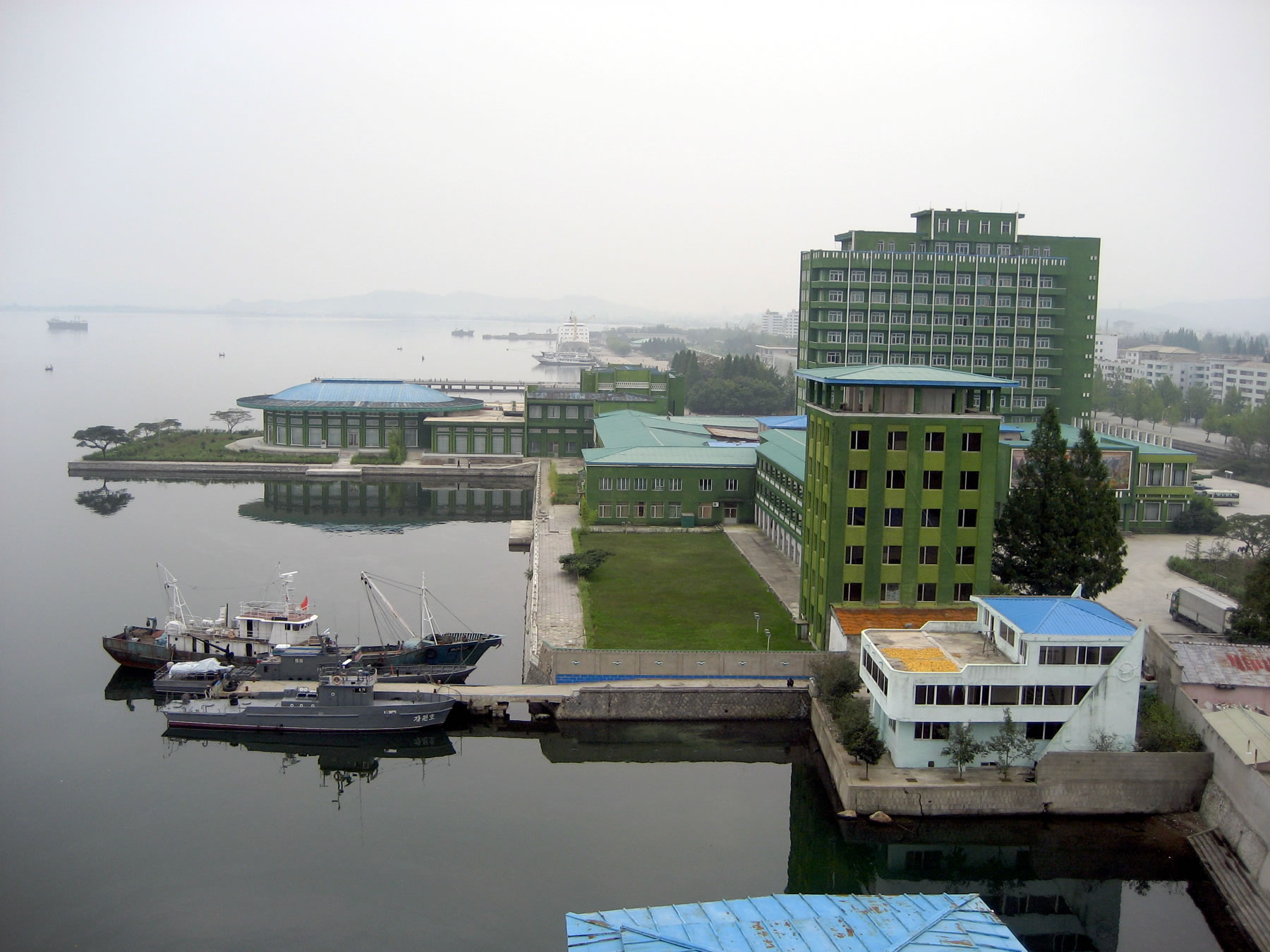
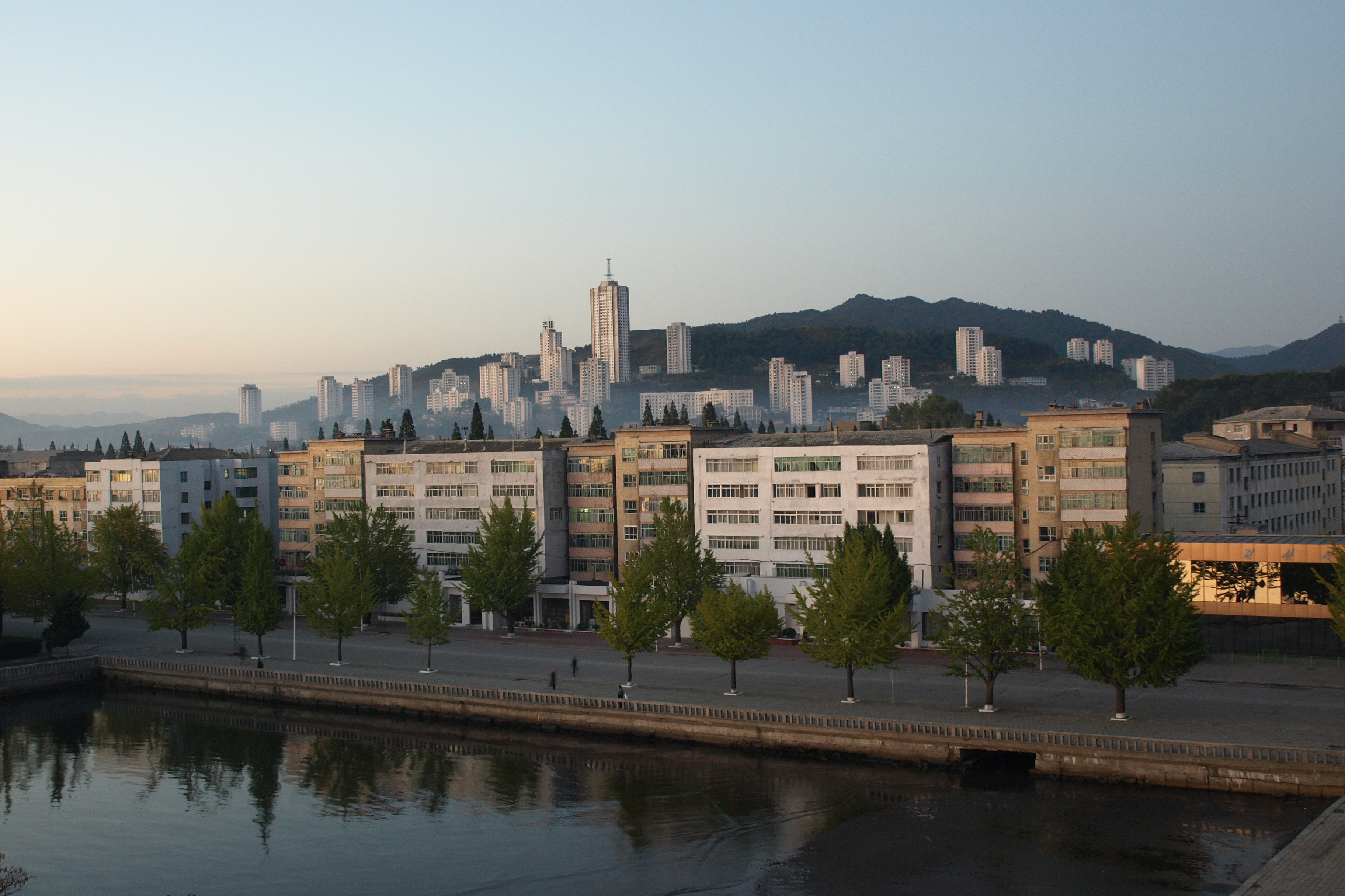